# 忍風戦隊ハリケンジャーでござる! シュシュッと20th Anniversary
『忍風戦隊ハリケンジャーでござる! シュシュッと20th Anniversary』（にんぷうせんたいハリケンジャーでござる シュシュッとトゥエンティースアニバーサリー）は、2023年6月16日に期間限定上映され、2023年10月25日にリリースされた東映制作のオリジナルビデオ作品である。

## 概要
2002年から2003年にかけて放送された「スーパー戦隊シリーズ」第26作目『忍風戦隊ハリケンジャー』の続編に相当し、テレビシリーズ終了から20年後の後日談を描く。

## あらすじ
200年前の江戸時代。ジャカンジャの残党である「裏七本槍」のオイランダとアウンジャが将軍の息女である照姫が持つ「天翔石」を狙って現れた。将軍家御庭番である迅雷流忍者の一角と一牙が立ち向かうも、不思議な忍術を用いるオイランダたちにはまったく歯が立たない。
そんなとき、疾風流忍者の鷹之介・なみ・吼太郎、一角と一牙の子孫である忍風戦隊ハリケンジャーと電光石火ゴウライジャーが、「天翔石」を守り、世界を破滅から救うために未来からやってくる。

## 登場人物

### 疾風流
迅雷流の一角と一牙に20年前に不覚を取ったことが原因で、重要な任務に就く機会を失っていた。
鷹之介
椎名鷹介の先祖。

なみ
野乃七海の先祖。

吼太郎
尾藤吼太の先祖。

### 迅雷流
忍者としての能力に高評価を得ており、現在は将軍家御庭番という要職に就いている。
一角
霞一甲の先祖。

一牙
霞一鍬の先祖。

### その他
日向 無限斎（）
現在の無限斎の先祖と思われる、忍風館の200年前の館長。

照姫（）
将軍の息女。役者であった母親が亡くなったことで、江戸城内で暮らし始める。趣味は歌舞伎見物。肌身離さず天翔石を持っていたが、オイランダ襲撃の際に吞み込んでしまう。

長尾 聡之進
江戸幕府の若年寄配下。何者かが江戸城内の宝物庫に侵入した事態を受けて、調査を無限斎に命じる。天空忍者シュリケンジャーの先祖かどうかは不明。

吼三郎
吼太郎の息子。姉がいる模様。鷹之介のことは「おじちゃん」と呼んでいる。

警護侍
江戸城内の宝物庫を警護していた侍で、オイランダの能力によって天翔石の在処を教えてしまう。

雲母坂 萌瑠（）
おぼろの助手で、若き天才プログラマー。猛禽類といちご大福が好きで、リーマン予想を考えることが趣味。ネイルとプログラミング全般が特技。

### ウラ七本槍
江戸時代へとタイムスリップして天翔石を狙った宇宙忍者群ジャカンジャの残党。

オイランダ
ウラ七本槍三の槍。宇宙ジョロウグモの化身で、元宇宙遊郭の遊女。ジャカンジャ首領のタウ・ザントと出会ったことで、彼と深く愛しあうようになった。だが、タウ・ザントがハリケンジャーに敗れたと知ったことで、この世のすべてを道連れにして、彼の後を追うために20年後にその計画を実行する。
天翔石を狙うために念動石・赤紅石・時極石を使った。アウンジャが敗れ、天翔石も手に入れられなかったため、不気味な仮面を装着して大江戸ハリケンレッドを3つの石の能力をフルに使った攻撃で苦しめる。

アウンジャ
ウラ七本槍四の槍。オイランダを一貫してサポートし、宇宙最強の用心棒を名乗る。

## 本作品におけるオリジナルフォーム

### 大江戸ハリケンレッド
鷹之介が大江戸ハリケンジャイロを用いて忍風しのびちぇんじした姿。
名乗り口上は「遠からん者は音に聞け、近くば寄って目にも見よ!!我こそは、時を超え、運命を超え、心ひとつに集いし魂なり!!!疾風！迅雷！大江戸ハリケンレッド、あ、誕生!!」。
大江戸破裏剣（おおえどハリケーン）が必殺技。

## 本作品におけるオリジナルの設定・用語
天翔石

大江戸ハリケンジャイロ
日向おぼろが開発したアイテムで江戸時代に転送され、鷹之介が大江戸ハリケンレッドに変身した。

## キャスト
- 鷹之介、椎名鷹介 / ハリケンレッド - 塩谷瞬[4]
- なみ、野乃七海 / ハリケンブルー - 長澤奈央[4]
- 吼太郎、尾藤吼太 / ハリケンイエロー - 山本康平[4]
- 一角、霞一甲 / カブトライジャー - 白川裕二郎[4]
- 一牙、霞一鍬 / クワガライジャー - 姜暢雄[4]
- オイランダ - 陽月華[5]
- 照姫 - 羽瀬川なぎ[4]
- 雲母坂萌瑠 - 木村葉月[4]
- アウンジャの声 - 乃村健次[5]
- 坂東珠四郎 - 藤間宏衛門
- 徳兵衛役の役者 - 柴田善行
- 吼三郎 - 住田将太
- 警護侍A - 横山一敏
- 警護侍B - 木村康志
- 長尾聡之進 - 松野太紀[6]
- 日向おぼろ - 高田聖子[4]
- 日向無限斎 - 西田健[4]

### スーツアクター
- ハリケンレッド、大江戸ハリケンレッド[1] - 増田広司
- ハリケンブルー / オイランダ - 宇佐美紗風
- ハリケンイエロー - 大林勝
- カブトライジャー - 横山一敏
- クワガライジャー - 今井靖彦
- アウンジャ - 糠信圭佑
- 野々村仁
- 太田雅之
- 奥深山新
- アウンジャ[1] - 北川裕介
- 前田将吾
- 矢野豪
- 前田真弥
- 高島和男
- 北村友希
- 新屋正人
- 藤本裕貴
- 藤原誠生
- 武鑓亜紀子
- 石黒大雅
- 伊勢竜馬
- 田中朋秀
- 小澤明弘

## スタッフ
- エグゼクティブプロデューサー - 加藤和夫（東映ビデオ）、塚田英明（東映）
- プロデューサー - 中野剛（東映ビデオ）、井元隆佑（東映）、矢田晃一（東映エージエンシー）
- 原作 - 八手三郎[7]
- 脚本 - 谷慶子[7]
- 音楽 - 三宅一徳
- 撮影 - 田中勇二
- 照明 - 東田勇児
- 美術 - 中塚拓也
- 録音 - 近藤義兼
- Bキャメラ・映像 - 今西貴充
- 編集 - 寺田周平
- 記録 - 西村直美
- 助監督 - 荒川史絵
- キャラクターデザイン - さとうけいいち
- 脚本協力 - 西駿人
- アソシエイトプロデューサー - 山本康平
- プロデューサー補 - 青山慧、岩永さくら
- 委員会スタッフ - 石井悠吾（東映ビデオ）、清水啓司・小笠原栞菜（東映エージエンシー）、大矢陽久・廣瀬剛・坂本悠・南中光葉（バンダイ）
- アクション監督 - 竹田道弘（ジャパンアクションエンタープライズ）
- アクション監督補佐 - 中村健人（ジャパンアクションエンタープライズ）
- 製作 - 東映ビデオ、東映エージエンシー、バンダイ
- 制作 - 東映
- 制作プロダクション - 東映京都撮影所
- 配給 - 東映ビデオ
- 監督 - 渡辺勝也[7]

## 音楽
「ハリケンジャー参上!」
作詞：及川眠子 / 作曲・編曲：池毅 / 歌：高取ヒデアキ
「いま 風のなかで」
作詞・作曲：高取ヒデアキ / 編曲：籠島裕昌 / 歌：影山ヒロノブ

## 映像ソフト化
Blu-ray / DVDでリリース。
- 忍風戦隊ハリケンジャーでござる! シュシュッと20th Anniversary 劇場先行販売版（DVD1枚組、2023年6月16日から上映劇場限定・数量限定で発売）
  - 映像特典
    - PR集
- 忍風戦隊ハリケンジャーでござる! シュシュッと20th Anniversary DVD通常版（1枚組、2023年10月25日発売）
  - 映像特典
    - PR集
- 忍風戦隊ハリケンジャーでござる! シュシュッと20th Anniversary Blu-ray通常版（1枚組、2023年10月25日発売）
  - 音声特典
    - オーディオコメンタリー（塩谷瞬×長澤奈央×山本康平×白川裕二郎×姜暢雄）

  - 映像特典
    - メイキング&インタビュー
    - 完成披露舞台挨拶
    - 予告・特報
    - ハリケンファイル
    - ポスタービジュアル
- 【初回生産限定】忍風戦隊ハリケンジャーでござる! シュシュッと20th Anniversary 大江戸メダル版（1枚組、2023年10月25日発売）
  - セット内容
    - 忍風戦隊ハリケンジャーでござる! シュシュッと20th Anniversary（通常版と共通）
    - 大江戸メダル（プレミアムバンダイ受注限定玩具「ハリケンジャイロ -MEMORIAL EDITION-」と連動）
    - フォトカードセット

## 他媒体展開
『忍風戦隊ハリケンジャーwithドンブラザーズ』
雲母坂萌瑠、アウンジャが登場。
『特捜戦隊デカレンジャー 20th ファイヤーボール・ブースター』
オイランダが登場。